# 7e cérémonie des New York Film Critics Circle Awards
Les 7e New York Film Critics Circle Awards, décernés par le New York Film Critics Circle, ont été annoncés le 31 décembre 1941 et ont récompensé les films réalisés dans l'année.

## Palmarès

### Meilleur film
- Citizen Kane
  - Qu'elle était verte ma vallée (How Green Was My Valley)
  - Sergent York

### Meilleur réalisateur
- John Ford pour Qu'elle était verte ma vallée (How Green Was My Valley)
  - Orson Welles pour Citizen Kane

### Meilleur acteur
- Gary Cooper pour le rôle de Alvin C. York dans Sergent York
  - Cary Grant pour le rôle de Roger Adams dans La Chanson du passé (Penny Serenade)
  - Robert Montgomery pour le rôle de Joe Pendleton dans Le Défunt récalcitrant (Here Comes Mr. Jordan)
  - Orson Welles pour le rôle de Charles Foster Kane dans Citizen Kane

### Meilleure actrice
- Joan Fontaine pour le rôle de Lina McLaidlaw Aysgarth dans Soupçons (Suspicion)
  - Greta Garbo pour le rôle de Karin Borg Blake dans La Femme aux deux visages (Two-Faced Woman)
  - Olivia de Havilland pour le rôle de Emmy Brown dans Par la porte d'or (Hold Back the Dawn)